# OLiS
OLiS is de officiële nationale hitlijst van de meestverkochte albums van Polen. De naam is een afkorting van Oficjalna Lista Sprzedaży ('officiële verkooplijst'). De lijst bevat 50 albums en wordt gepubliceerd door Związek Producentów Audio-Video (Vereniging van Audio- en Videoproducenten, ZPAV). De eerste lijst dateert van 23 oktober 2000.
De lijst wordt samengesteld aan de hand van gegevens van 233 verkooppunten, namelijk 121 winkels van de boeken-, platen- en dvd-keten EMPiK, 53 winkels van de hypermarktketen Real, 38 filialen van Media Markt, 15 van Saturn, vier detailhandelszaken en twee grote Poolse internetwinkels: Merlin.pl en Rockserwis.pl. De gegevens worden verzameld en verwerkt door Instytut Pentor.